# Liste der Naturschutzgebiete im Donnersbergkreis
Im Donnersbergkreis in Rheinland-Pfalz gibt es 14 Naturschutzgebiete.
| Name                          | Bild | Kennung                  | Einzelheiten                                                                                     | Position | Fläche Hektar | Datum |
| ----------------------------- | ---- | ------------------------ | ------------------------------------------------------------------------------------------------ | -------- | ------------- | ----- |
| Albertskreuz                  | BW   | 7333-004 WDPA: 81260     | Kirchheimbolanden                                                                                | ⊙        | 34,2          | 1956  |
| Drosselfels-Schwarzfels       | BW   | 7333-005 WDPA: 81556     | Kirchheimbolanden                                                                                | ⊙        | 20,5          | 1955  |
| Saukopf                       | BW   | 7333-006 WDPA: 82498     |                                                                                                  | ⊙        | 14,05         | 1957  |
| Spendel-Wildenstein           | BW   | 7333-007 WDPA: 82610     |                                                                                                  | ⊙        | 140           | 1940  |
| Katzenbacherhang              | BW   | 7333-031 WDPA: 82049     |                                                                                                  | ⊙        | 29            | 1981  |
| Eschdell                      | BW   | 7333-032 WDPA: 81626     |                                                                                                  | ⊙        | 8             | 1981  |
| Beutelfels                    | BW   | 7333-033 WDPA: 81391     |                                                                                                  | ⊙        | 59            | 1981  |
| Stolzenberg                   | BW   | 7333-039 WDPA: 82652     |                                                                                                  | ⊙        | 6,5           | 1982  |
| Schelmenkopf-Falkenstein      | BW   | 7333-076 WDPA: 165379    |                                                                                                  | ⊙        | 63,5          | 1985  |
| Osterberg                     | BW   | 7333-084 WDPA: 164955    |                                                                                                  | ⊙        | 8             | 1986  |
| Sippersfelder Weiher          | BW   | 7333-085 WDPA: 165583    |                                                                                                  | ⊙        | 40            | 1986  |
| Steinbühl-Schäfergraben       |      | 7333-184 WDPA: 165716    | Kirchheimbolanden, Orbis ehemaliger Steinbruch und Umgebung                                      | ⊙        | 67            | 1998  |
| Langhöll-Falkenberg           | BW   | 7333-199 WDPA: 318712    | Alsenz reichstrukturierte Offenlandbereiche, naturnahe Waldbestände, Quell- und Gewässerbereiche | ⊙        | 100           | 1999  |
| Wasenbacher Höhe              | BW   | 7333-222 WDPA: 555595825 | Kriegsfeld naturnahe Wälder                                                                      | ⊙        | 289           | 2013  |
| Legende für Naturschutzgebiet |      |                          |                                                                                                  |          |               |       |